# Stadsvrijheid van Utrecht

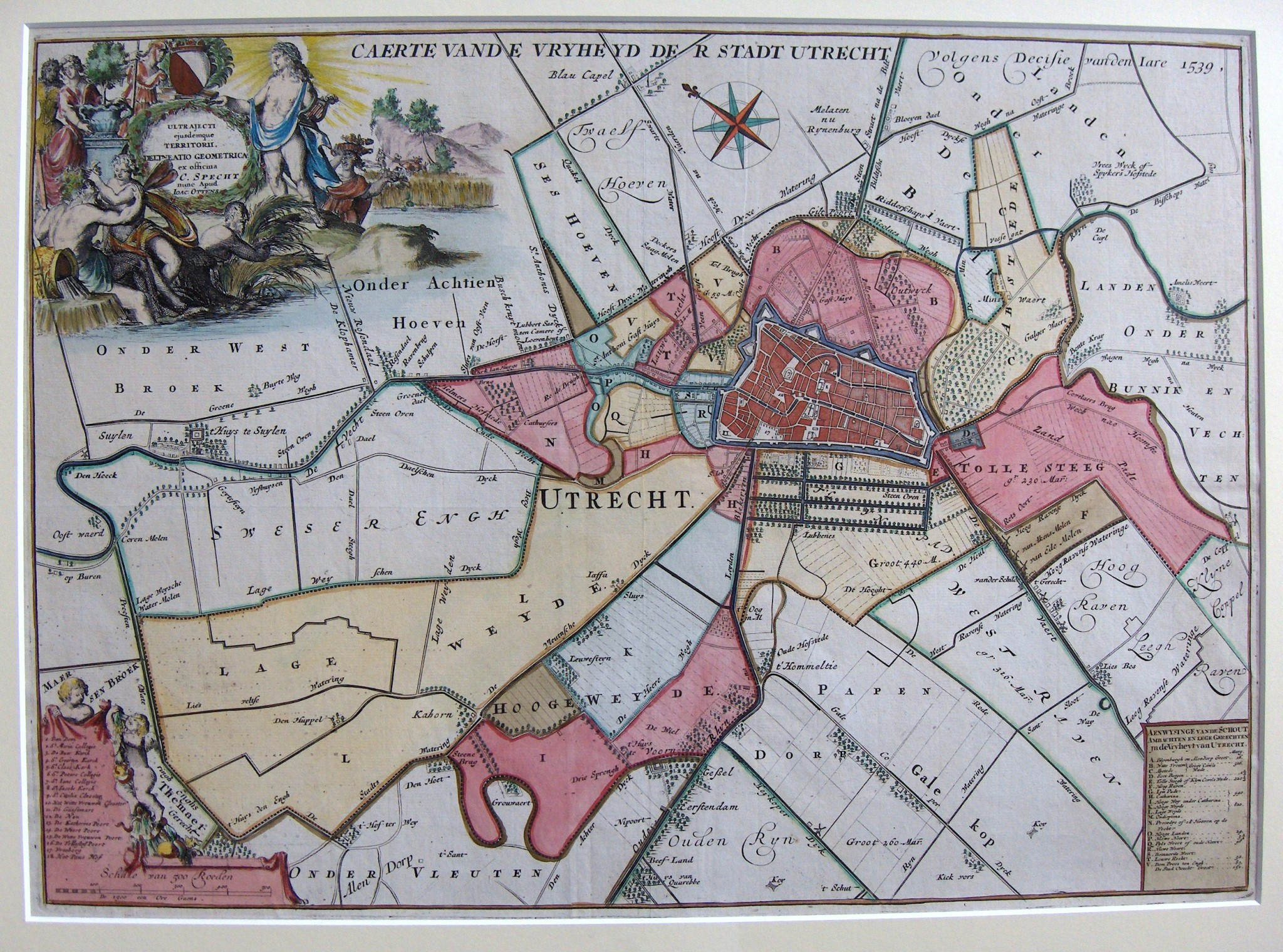
Kaart uit circa 1708 met roodgekleurd de ommuurde stad. Daaromheen liggen in andere kleuren weergegeven diverse buitengerechten. De kaart is gebaseerd op het besluit uit 1539. (Noot: noordoost ligt boven in de kaart)

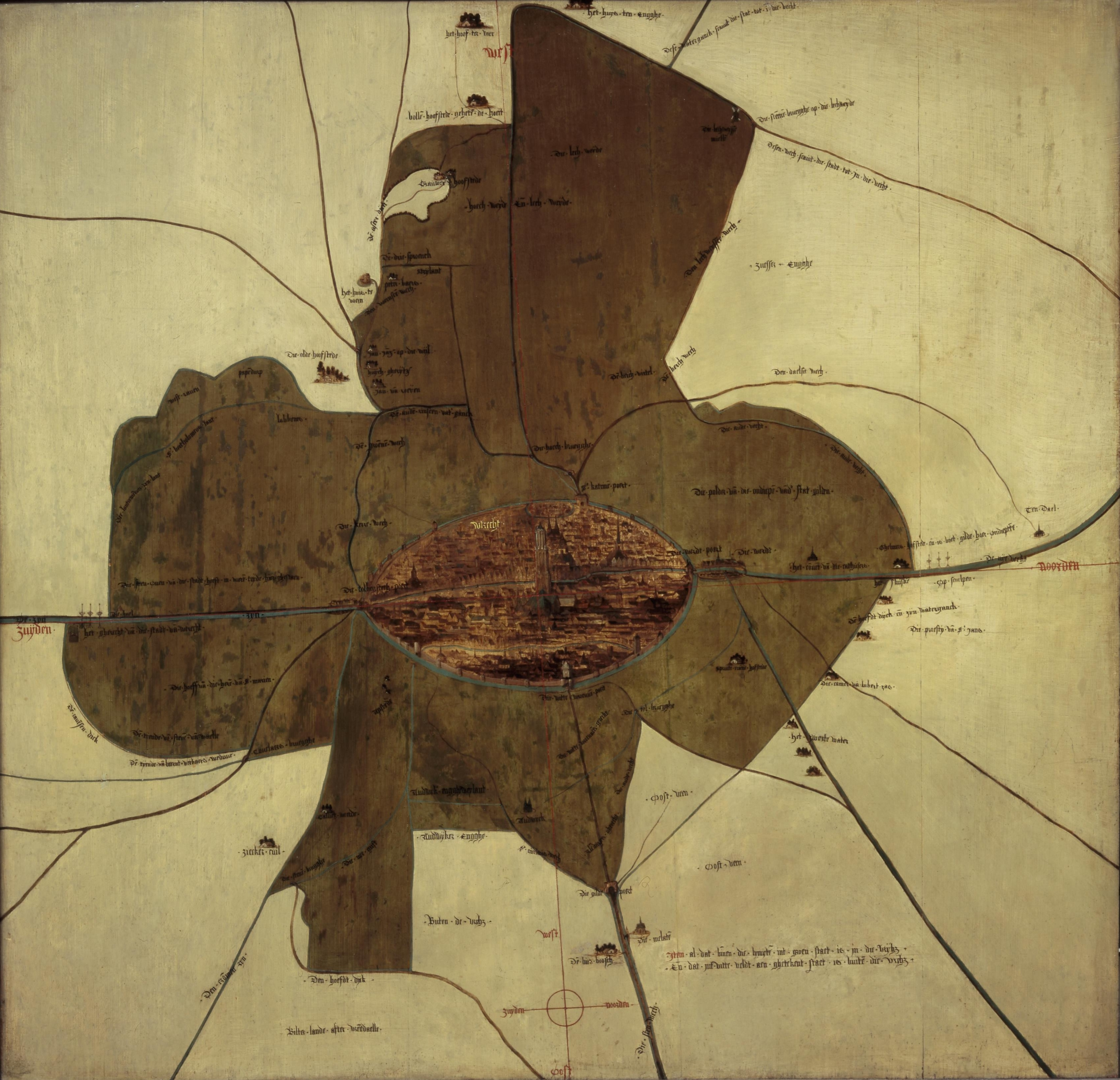
Utrecht en de stadsvrijheid geschilderd in 1541 door Evert van Schayck

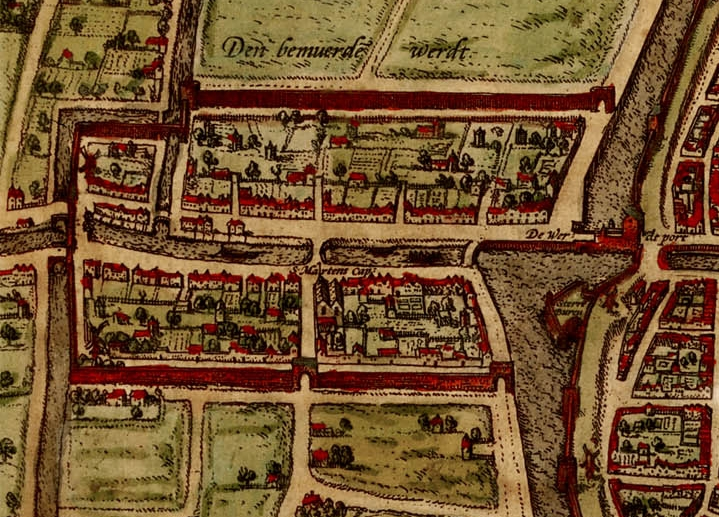
Het ommuurde buitengerecht Bemuurde Weerd als voorstad op een stadsplattegrond uit omstreeks 1570. Rechts in de uitsnede de noordzijde van de stad.

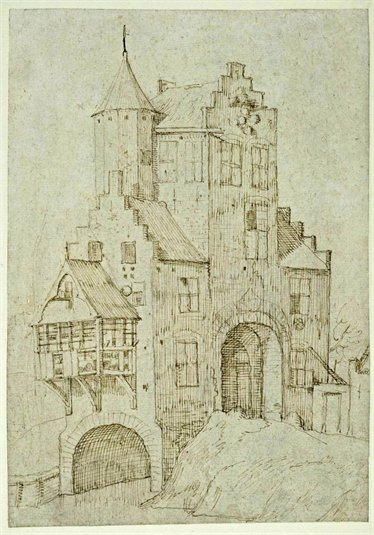
De Pellecussenpoort aan de noordzijde van de stad in de stadsvrijheid. Dit voormalig poortgebouw stond langs de Vecht.

De Utrechtse stadsvrijheid was in het verleden eeuwenlang een bepaald grondgebied om de stad Utrecht. Dit buitengebied was verder opgedeeld in ongeveer 15 buitengerechten. De stadsvrijheid was een bijzondere rechts- en bestuursvorm, inclusief belastingheffing, en was onderhorig aan de stad.

## Geschiedenis
Het grondgebied van de stad werd met een bijna 6 kilometer lange verdedigingsgracht afgebakend na het verkrijgen van stadsrechten in 1122. In de afbakening is deels gebruikgemaakt van oude waterlopen. Aan de binnenzijde ervan werden nog stadswallen en -muren aangelegd. Het gebied binnen en buiten de wallen/muren komt vermoedelijk overeen met het gebied dat reeds in 723 door de Frankische hofmeier Karel Martel aan de Utrechtse kerk werd geschonken. Onderdeel van die schenking was het oude Romeinse fort Traiectum (Trecht) met omliggend gebied. De afbakening met een wal/muur zorgde ervoor dat het gebied erbuiten vele malen groter was dan het grondgebied erbinnen. Het buitengebied was onderverdeeld in circa 15 buitengerechten, aan het stadsbestuur ondergeschikte ambtsheerlijkheden. In het oudste rechtboek van Utrecht, het Liber albus wordt rond 1340 voor het eerst gesproken over een buitengerecht.
De stadsvrijheid was over het algemeen dunbevolkt en had meer een plattelandsuitstraling. Daar bestonden echter meerdere uitzonderingen op, vooral in de gebieden direct buiten de stadspoorten bijvoorbeeld in het buitengerecht Bemuurde Weerd. In deze voorstad vond veel brandgevaarlijke bedrijvigheid plaats, wat om reden van gevaar op stadsbrand verbannen was uit de stad. Dat was ook het geval langs de Vecht in het latere Lauwerecht, waar veel steen- en tegelbakkerijen waren gevestigd.
Ook bevonden zich onder andere meerdere kloosters in de stadsvrijheid zoals de Stevensabdij en Klooster Bethlehem. De buitentoegang tot de stadsvrijheid of een buitengerecht kon tevens voorzien zijn van een al dan niet versterkte poort, zoals de Pellecussenpoort en Gildpoort. In ieder buitengerecht bevond zich een woonkern. Bewoners fungeerden vanaf 1340 twee eeuwen lang als buurraad in de plaatselijke lagere rechtbank. De hogere rechtspraak in de buitengerechten werd uitgeoefend door de stad.
De oudste plattegrond van Utrecht werd in 1541 door de schilder/ landmeter Evert van Schayck geschilderd op een circa 1,5 x 1,5 meter groot paneel. Hij deed dat in opdracht van de Utrechtse vroedschap. Het doel was om de grenzen van de stadsvrijheid nader vast te leggen naar een in 1539 genomen besluit van de landvoogdes Maria van Hongarije in een conflict tussen het stadsbestuur en de vertegenwoordiger van het keizerlijk recht, graaf Filips van Lalaing. In de claim wie het gezag droeg over dit gebied, besliste de landvoogdes ten gunste van de stad.
In 1816 kwam het tot een opheffing van de stadsvrijheid met daarin 16 buitengerechten. De voormalige buitengerechten werden vervolgens, op een enkele uitzondering na, per 1 januari 1818 heringedeeld onder vier zelfstandige plattelandsgemeentes Abstede, Catharijne, Lauwerecht en Tolsteeg. Reeds per 1 augustus 1823 werden de vier gemeenten bij Utrecht gevoegd.
Tot het midden van de 20e eeuw kwamen de gemeentegrenzen van Utrecht nagenoeg overeen met die van de stad met stadsvrijheid. Daarna volgden annexaties in (onder meer) 1954 en 2001. In 1954 werden Nieuw-Zuilen, Tuindorp, Hoograven en het nog te ontwikkelen Kanaleneiland geannexeerd van respectievelijk Zuilen, Maartensdijk, Jutfaas en Oudenrijn. In 2001 werd geheel Vleuten-De Meern en het buitengebied van Nieuwegein ten westen van de rijksweg 2 bij Utrecht gevoegd.
Een aantal namen van de buitengerechten is vandaag de dag overgebleven onder meer als buurtnaam.

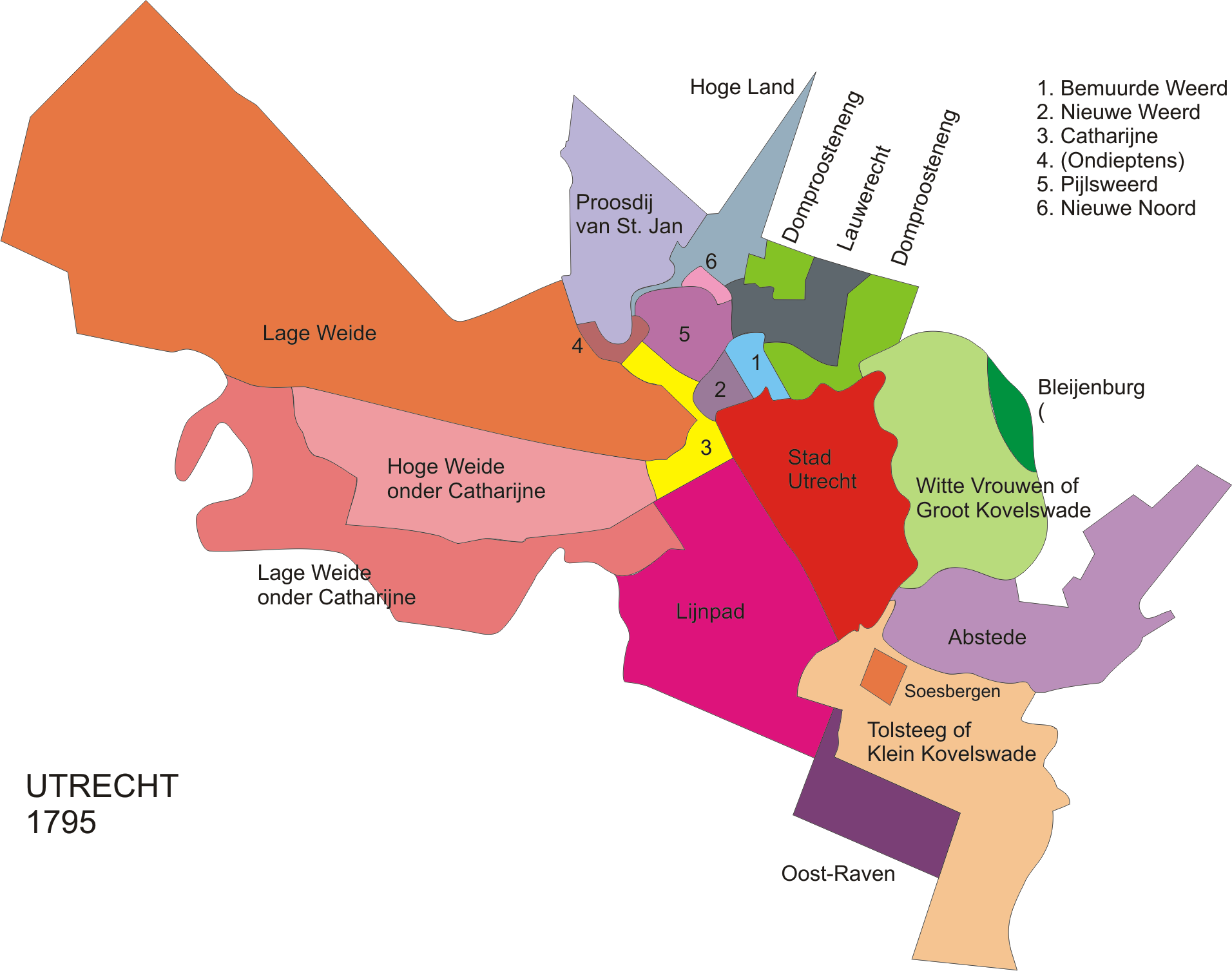

## Lijst van buitengerechten
| gerecht                                           | 1818-1823  |
| ------------------------------------------------- | ---------- |
| Abstede, (daarbinnen viel het gebied Galgenwaard) | Abstede    |
| Bemuurde Weerd                                    | Lauwerecht |
| Bleijenburg                                       | Abstede    |
| Catharijne/Lijnpad                                | Catharijne |
| Domproosteneng                                    | Lauwerecht |
| Hogelanden                                        | Lauwerecht |
| Hoge Weide en Lage Weide                          | Catharijne |
| Hoograven                                         | Jutphaas   |
| Lauwerecht                                        | Lauwerecht |
| Nieuwe Weerd                                      | Lauwerecht |
| Nijenoord                                         | Lauwerecht |
| Pijlsweerd of Oude Noort                          | Lauwerecht |
| Proosdij van Sint-Jan of Roode Brug               | Lauwerecht |
| Soestbergen                                       | Tolsteeg   |
| Tolsteeg of Klein Covelswade                      | Tolsteeg   |
| Wittevrouwen of Groot Covelswade                  | Abstede    |